# 渡部狛
渡部 狛（わたなべ こま、1981年 - ）は日本の小説家・ライトノベル作家。2006年、第13回電撃小説大賞三次選考通過。2007年、『ペイン・キャプチャー』でデビュー。

## 主な作品

### ライトノベル
- くるくるクロッキー（イラスト：茨乃、『電撃文庫』、アスキー・メディアワークス）
- ペイン・キャプチャー（イラスト：よし☆ヲ、『電撃文庫』、アスキー・メディアワークス）